# Château de Beaufort (Plerguer)
Pour les articles homonymes, voir Château de Beaufort.

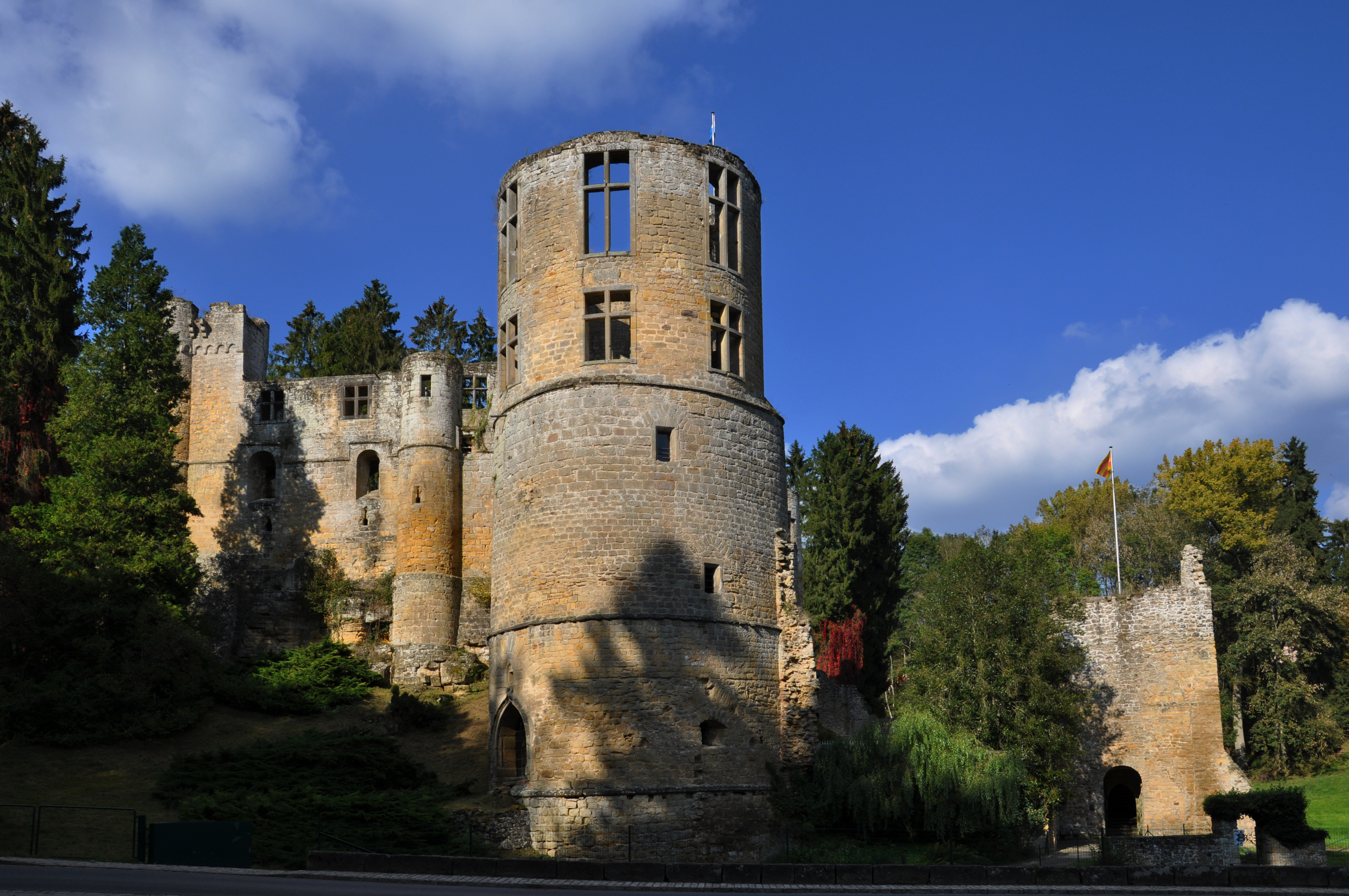
C'est le Château de Beaufort en France. Aucun rapport avec celui de Plerguer (Ille et Vilaine)

Le château de Beaufort est un château situé sur la commune de Plerguer en Ille-et-Vilaine (Bretagne). Cette seigneurie relevait du comté de Combourg, pour laquelle il devait au seigneur de Combourg une rente de 5 sols de garde payable à l'Angevine et le devoir de foi, hommage et chambellenage, et pour quelques fiefs du marquis de Châteauneuf et de l'évêque de Dol.

## Historique
Le château originel a pris le nom d'une famille de la région, déjà mentionnée au XIIe siècle.
On pénètre dans la propriété en passant devant un petit pavillon dit aujourd'hui « pavillon Saint-Irénée »
Le premier château fut construit sur la colline, contre laquelle est situé l'actuel château. Alain de Beaufort, en 1222, fait don des dîmes de Taden aux moines du prieuré Saint-Malo de Dinan et scelle cet acte de son sceau. En 1226 et 1247, il reconnaît devoir un soldat pour l'armée de l'évêque de Dol, en raison de sa terre de Beaufort. Les Beaufort font alliance avec la famille de Châteaubriant, par le mariage de sa fille, Jeanne, seule héritière du domaine, en 1251, qui épouse Briand Ier de Châteaubriand, fondant ainsi la branche des Châteaubriant-Beaufort. Les lieux sont chargés d'une partie d'histoire importante de la région.
Luc Jean de Gouyon de Beauvais, ancien officier devient seigneur de Beaufort par son mariage en 1751 avec sa cousine Sophie de Gouyon héritière du fief. Elle meurt en 1765, sans postérité, mais avait fait avec son époux une donation mutuelle. Il conserva le domaine, se remaria avec une autre cousine Antoine-Louise de Gouyon de Launays-Comats en 1766. C'est l'aînée de cette union aux nombreux enfants : Renée qui en 1785, épousa Félix Victor Locquet de Granville. Luc Jean de Gouyon de Beaufort était membre de la commission de la Navigation intérieure des États en 1665, et jouissait d'un certain prestige et d'une fortune non négligeable. Il eut dans l'esprit d'acheter pour son gendre le château de Combourg qui du reste n'était pas à vendre.

## La Révolution
Luc Jean Joseph Gouyon de Beauvais-Tourade et comte de Beaufort (1725-1794), épouse sa cousine Françoise Marie Gouyon de Beaufort, veuve de Freslon de la Freslonnière, le 4 août 1751 à Plerguer en son château de Beaufort. En 1793, il est compromis dans la conjuration de l'Association bretonne, que dirige Armand Tuffin de La Rouërie, arrêté au château de Beaufort, emmené à Paris, jugé et guillotiné le 20 juin 1794, avec le groupe de Malouins que sous le nom de l'échantillon, Le Carpentier présenta au Tribunal révolutionnaire. Il sera inhumé au cimetière de Picpus où on avait inhumé son gendre Locquet de Granville, quelque temps auparavant et guillotiné également.
En floréal an IX, dans la séance de Germinal est instruit par le Tribunal criminel du département de la Seine le procès contre les nommés Pierre Robinault de Saint-Régeant, François-Joseph Carbon et leurs complices pour la préparation de l'attentat de la rue Saint-Nicaise contre le premier consul. Comparaissent : Aubine Louise Gouyon, veuve de Luc Jean Gouyon de Beaufort, pour avoir hébergé le dénommé Carbon ; Reine Marie Aubine Gouyon ; Angélique Marie Françoise Gouyon. Reine et Angélique Gouyon ne sont pas convaincues d'avoir coopéré au complot et sont relaxées. Aubine Louise Gouyon a hébergé Carbon dans la nuit du 7 au 8 nivôse de l'an VIII, défendue par Larrieu qui plaide que l'accusée n'est pas tenue de faire une déclaration d'hébergement compte tenu que Carbon est resté moins de douze heures. Elle est finalement acquittée et rendue à la liberté.

## XIXesiècle
Les bâtiments actuels datent du XIXe siècle. La partie sud de la chapelle témoigne de l'existence du château au XVIIe siècle.
À la fin du XIXe siècle, le marquis Xavier Louis Maris Félix Gouyon de Beaufort fait un don au curé de Roz-Landrieux, pour restaurer son église. Par reconnaissance le curé lui offre une croix en granit du XVIe siècle, qui est aujourd'hui dans la cour du château sur le terre-plein central.

## LeXXesiècle, La Résistance
Pendant la guerre 1939-1945, il servit de refuge au réseau de résistance le Maquis de Saint-Yvieux, pendant le mois d'août 1943. N'étant pas en sécurité les maquisards partirent en forêt de Mesnil et les élèves les plus jeunes du collège de Saint-Malo furent évacués au château de Beaufort en octobre 1943, avec comme encadrement de jeunes prêtres et des séminaristes planqués là pour échapper au STO en Allemagne, dont le père Michel Leutellier.
Après la mort du marquis Xavier Louis Marie Félix Gouyon de Beaufort, en 1945, le château et les terres sont cédés à une congrégation religieuse en 1950, qui la cédera à son tour en 1963 à la congrégation des sœurs dominicaines sous la direction du père Mellet avec l'arrivée de quatre religieuses venant du Midi. Les bâtiments étaient dans un état de délabrement très avancé, tenant pour une bonne part à l'occupation allemande. Les religieuses remettront les bâtiments en état. Ce lieu est maintenant connu sous l’appellation de monastère Notre-Dame de Beaufort.

## Droits seigneuriaux
- La seigneurie de Beaufort jouissait du droit de haute justice, qu'elle exerçait au bourg de Plerguer. L'auditoire et les ceps et collier de la seigneurie étaient autrefois près du cimetière de Plerguer.
- Le sire de Beaufort, siégeait aux Parlements ou États de Bretagne, au premier rang des bannerets du duché[6].

## Prééminences en l'église de Plerguer et autres lieux
Au XVIIe siècle, l'abbé du Tronchet, dont le monastère était sur la paroisse de Plerguer décida de disputer au seigneur de Beaufort qui était fondateur de ladite église de Plerguer, les prééminences de celui-ci dont François de Châteaubriant-Beaufort avait obtenu de l'évêque de Dol confirmation de ses privilèges en 1542.
Dans l'église de Plerguer, derrière une vitre posée derrière le maître-autel se trouvaient les armoiries des sires de Beaufort et de leurs alliances. Au bas du marchepied de cet autel, se trouvait une tombe sur laquelle on pouvait voir en relief, sculpté, un écusson écartelé de Châteaubriant et de Du Guesclin, sur le tout de Beaufort. Dans le chanceau, du côté de l'Évangile, étaient deux bancs à queue blasonnés des mêmes armes et remplissant une arcature pratiquée dans la côtale du chœur; près de ces bancs paraissait une autre pierre tombale également armoriée et au-dessus des bancs dans le fond de l'arcature, étaient sculptés les armes des Beaufort.
Tout le chanceau demeurait prohibitif au seigneur de Beaufort. Il y avait en plus une grande chapelle séparée du chanceau par une arcade et dépendant également de la terre de Beaufort; il s'y trouvait un tombeau élevé de deux pieds de terre, placé sous une arcade dans la muraille, aux armes des Beaufort. En en dedans et au dehors de l'église était peinte une litre seigneuriale présentant les blasons des Beaufort et des Châteaubriant. Telles étaient les prééminences en 1666 du seigneur de Beaufort. Cela n'empêcha nullement l'abbé du Tronchet de maintenir ses prétentions au droit de fondateur de l'église de Plerguer. Des procédures s'étalèrent sur un siècle, un arrêt du Parlement de Bretagne, donna tort à l'abbé et maintint définitivement le seigneur de Beaufort dans ses prééminences
Ils jouissaient en outre du droit de posséder une stalle dans la cathédrale de Dol. Elle était la troisième parmi celles des dignitaires, le seigneur de Beaufort étant directement derrière l'évêque de Dol, en face du premier chanoine dignitaire, le grand chantre de Dol. Cette distinction fut attribuée à Guillaume de Châteaubriant-Beaufort. La stalle était ornée d'un écusson en bannière portant les armes pleines des Châteaubriant; derrière se trouvait un autel où l'on célébrait chaque semaine deux messes pour la famille de Beaufort
Tous ces faits démontrent l'importance de cette famille dans la contrée.

## Seigneurs
- Alain de Beaufort, époux d'Avoise d'Avaugour, en 1222, il fait don des dîmes de Taden aux moines du Prieuré Saint-Malo de Dinan et scella cet acte de son sceau portant ses armoiries.
- Briand Ier de Châteaubriant-Beaufort(+ après 1301), épouse en 1251, Jeanne de Beaufort, fille d'Alain de Beaufort (1200 + après 1247), seigneur de Beaufort et de Dinan-Nord.
- Guy de Châteaubraint-Beaufort, il alla à Rome en 1309, on ignore le nom de son épouse. Il est le fils du précédent
- Briand II de Châteaubriant-Beaufort, fils du précédent, épousa Marie de Beaumanoir[10]. Il ratifia le traité de Guérande, le 4 avril 1381.
- Bertrand Ier de Châteaubriant-Beaufort, seigneur de Beaufort en 1386, épouse Tiphaine du Guesclin, fille de Pierre II, puis Jeanne du Mesnil, décédée veuve le 26 août 1406[11]. Il laissa un fils de sa seconde union.
- Briand III de Châteaubriant-Beaufort (+ 8 juillet 1462), seigneur de Beaufort et du Plessis-Bertrand, amiral de la flotte qui battit les Anglais au Mont-Saint-Michel le 16 juin 1425, chambellan du roi Charles VII, en 1439, chambellan du duc de Bretagne. François Ier de Bretagne, lui accorda le droit de tenir une foire chaque année au bourg de Plerguer, en 1446. Il épousa Marguerite de Téhillac et hérita de sa cousine, Tiphaine du Guesclin, décédée en 1417 la terre du Plessix-Bertrand. Il rendit son âme à Dieu le 8 juillet 1462.
- Bertrand II de Châteaubriant-Beaufort, fils du précédent, épousa Marie d'Orange, dame dudit lieu, et mourut en juin 1479.
- Jean Ier de Châteaubriant-Beaufort, fils du précédent, chambellan du duc de Bretagne en 1482, épousa Jeanne d'Espinay, de cette union naquit :
- Guillaume et Jean II de Châteaubriant-Beaufort; Guillaume, sire de Beaufort, en 1509 et 1513, n'eut point d'enfant de son union avec Gyonne le Porc, il décéda le 20 juillet 1530, son frère Jean II, époux de Marguerite des Planches, le suivit quelque temps après, dans la tombe. La seigneurie passa à l'enfant mineur de ce dernier;
- François de Châteaubriant-Beaufort, sa mère Marguerite des Planches fut sa curatrice[12], il épousa Jeanne de Tréal et eurent deux fils : Christophe et Georges, qui lui succédèrent l'un après l'autre. Il fut inhumé dans l'église de Saint-Coulomble 14 octobre 1562
- Christophe de Châteaubriant-Beaufort (1563), marié avec 1° : Jeanne de Sévigné et 2° fois : Charlotte de Montgommery, les deux unions sans postérité.
- Georges de Châteaubriant-Beaufort (1580), les deux frères rendirent aveu au seigneur de Combourg pour leur terre de Beaufort[13]. Épouse en 1574, Gabrielle Bruslon, dont :
- Pierre de Châteaubriant-Beaufort, marié en 1607 à Françoise de Saint-Gilles, Pierre est mort en 1631 et son fils Gabriel, devint seigneur de Beaufort
- Gabriel de Châteaubriant-Beaufort, épouse Marie de Montigny et décède sans postérité en 1653, la seigneurie revient à sa sœur Renée.
- Renée de Châteaubriant (v.1610 - + le 28 mai 1683 au manoir de Gardisseul, à Plestan), héritière de la seigneurie de Beaufort fut mariée à François de Bourblanc qui revendit la seigneurie le 14 janvier 1666. Elle eut plusieurs unions sans postérité.
- Maurille de Fordanz ou Forsanz, seigneurs des Loges, en La Mézière (1666), et Marie de Romelin vend la seigneurie en février 1675, à :
- Claude II Gouyon de Touraude, vicomte de Touraude, en Baguer-Morvan, seigneur de Beaufort, né à Cherrueix (Ille-et-Vilaine) le 6 janvier 1629, qui décéda à Rennes le 30 mars 1676, âgé de 47 ans. Il épousa le 9 septembre 1661 Anne de Lespinay[14] et laissa la seigneurie à son fils qui suit :
- Amaury Gouyon de Beaufort, marié en 1691, à sa cousine Anne de L'Espinay et eurent un fils :
- François Gouyon de Beaufort, présenté en 1714 pour être page du roi, mais il décéda sans postérité la seigneurie passant successivement à ses deux sœurs :
- Catherine Gouyon de Beaufort, épousa dans la chapelle du château : le 30 juillet 1726, Barthélemy de L'Espinay, marquis d'Espinay, mais elle décéda en 1733 et fut inhumée le 23 mai en l'église Saint-Étienne de Rennes.
- Françoise Gouyon de Beaufort, sœur de la précédente, mariée le 6 février 1719 avec en 1re noces : Alexis Freslon, marquis d'Acigné et en 2°: le 4 août 1751 Jean-Luc Gouyon, fils du seigneur de Beauvais, elle mourut en 1766 sans enfant. Son mari devenu seigneur de Beaufort épouse en secondes noces le 23 septembre 1766, Aubine Louise de Beaufort, fille du seigneur de Launay-Comatz. Ils eurent 17 enfants.
- Luc Jean Gouyon de Beaufort, qui fait agrandir le château vers 1780. en mai 1793, il est arrêté, accusé d'avoir « fourni à ses fils émigrés les fonds nécessaires pour leur voyage et séjour à l'étranger[15]. » Il était accusé de faire partie du complot de l'Association bretonne de La Rouërie. Conduit à Paris, il fut condamné à mort et décapité le 20 juin 1794 et inhumé au cimetière de Picpus. L'année suivante son second fils Casimir Gouyon de Beaufort, qui prit part au débarquement de Quiberon, fut arrêté et fusillé à Vannes le 25 août 1795

## Armoiries
- d'Alain de Beaufort : de gueules à trois écus d'hermine - (1222)
- de Briand II de Châteaubriant-Beaufort : de gueules semé de fleurs de lis d'or avec un lambel pour brisure
- d'Amaury de Gouyon de Beaufort : d'argent au lion de gueules, couronné, armé et lampassé d'or

## Architecture

### Premier château
Le premier château comportait un donjon carré, ainsi que quatre tours d'angle rondes et précédé d'une cour, le tout entouré de douves que l'on peut encore localiser de nos jours.
Il avait une longueur de 22 mètres sur 9 mètres de large. Il semblerait qu'il aurait pu disparaître au moment des guerres de la Ligue. C'est en effet à cette époque que le château fut pillé et que la plus grande partie des titres et archives de cette famille furent volés. Après la construction du second château, ses bâtiments deviendront des dépendances avec : boulangerie, étables, écuries

### Second château
Le second château fut reconstruit, à la fin du XVIe siècle, plus au Nord, au pied de la colline, à proximité de l'étang, à l'emplacement de l'aile sud du château actuel. Son orientation était plein Sud pour sa façade principale, tournant donc le dos à l'étang. Les constructions sont en moellon de granite et les chaînages d'angle, les encadrements des baies, les bandeaux et les corniches en pierre de taille de granite. Les différentes toitures sont couvertes en ardoise.
D'une longueur de 25 mètres, il comportait en sa partie centrale une tour avec un escalier en pierre, desservant ses trois niveaux ; rez-de-chaussée, premier étage et grenier. Le rez-de-chaussée comportait une grande salle principale, haute sous plafond dans laquelle se trouvait en l'une de ses extrémités un escalier en bois permettant d'accéder à la grande salle haute du premier étage; une cuisine et un cellier.
Un demi-niveau avant le premier étage était accessible par l'escalier central et desservait deux chambres. Le premier étage comprenait La salle haute accessible par les deux escaliers en ses extrémités et deux chambres hautes par lesquelles on pouvait accéder de la salle haute et de l'escalier central. L'escalier central donnait enfin accès au grenier dans lequel logeaient les domestiques.
Les dépendances du château étaient nombreuses : remises à carrosses, les écuries, le colombier et la chapelle.
Au XVIIe siècle, sera construit un autre bâtiment en retour d'équerre dont la façade sera orientée à l'Est, sur cave et trois niveaux : rez-de-chaussée et un étage et grenier. Cette bâtisse mesurait 21 mètres 50 de long, pour une largeur de près de 8 mètres. Anne de L'Espinay fera construire au Nord de cette bâtisse un pavillon. On pénétrait dans cette aile par un escalier central donnant sur un perron, du fait de la pente du terrain. Dans un axe Nord-Sud nous y trouvions successivement le pavillon, une salle, un salon, une chambre et une remise. L'étage supérieur était réservé aux domestiques.
Des aménagements intérieurs en lambris furent réalisés, au milieu du XVIIIe siècle, certaines ouvertures furent refaites à la demande de Luc Jean Gouyon de Beaufort. Un étage est donné à la partie Sud de l'aile Ouest-Est et la remise est remplacée par un pavillon dans l'esprit de celui situé au Nord du bâtiment. L'entrée est déplacée pour prendre place dans le nouveau pavillon. L'aile Sud est prolongée pour atteindre une longueur de 41 mètres sur une largeur de 9 mètres.
De nouveaux travaux furent réalisés entre 1895 et 1897 par Rochard, entrepreneur d'après des plans réalisés par l'architecte Martenot. En prolongeant les second et troisième étages de l'aile Ouest et en raccourcissant l'aile Sud qui sera terminée par un pavillon. La partie de l'aile Sud fut reprise pour un faire un lieu d'habitation plus conforme aux normes de l'époque.

### La chapelle Sainte-Catherine de Beaufort
Voisine du premier château, elle était sur le côté Nord de la cour et était fort ancienne. Pratiquement en ruines, elle fut reconstruite en 1710. Elle était en 1716 fondée de 104 messes par an, soit 2 messes par semaine On y desservait la fondation de la chapelle de Touraude, de Baguer-Morvan, en 1723. Tout comme l'ancien château cette chapelle n'existe plus. Mais dans le nouveau château fut établie une chapelle intérieure qui fut desservie jusqu'à nos jours.
Cette chapelle vit plusieurs baptêmes, mariages et sépultures dont voici quelques-uns :
(liste non exhaustive)
Baptêmes
- 20 août 1663 : Amaury Henri Gouyon de Beaufort
- 6 février 1664 : Anne-Marie Gouyon de Touraude, dite Mlle de la Moussaye
- 25 novembre 1665 : Claude Marguerite Gouyon de Beaufort
- mai 1667: Claude Charlotte Gouyon de Beaufort
- 4 janvier 1694 : Anne Gouyon de Beaufort, fille d'Amaury
- 11 mars 1695 : Anne Gouyon
- 1696 au mois de décembre : N... Gouyon de Beaufort, décédé à l'âge de 2 mois.
- 25 juillet 1699 : Catherine Gouyon de Beaufort
- 14 mars 1714 : François Gabriel Gouyon de Beaufort, né à Rennes le 25 juillet 1699 et baptisé à l'âge de 15 ans à Beaufort.
- 4 juin 1718 : Catherine Gouyon de Beaufort, baptisée à l'âge de 19 ans
- 28 juillet 1813 : Gustave Marie Gouyon de Beaufort, comte de Beaufort, maire de la ville de Plerguer pendant 41 ans

Mariages
- 6 février 1719 - Françoise Sophie Gouyon de Beaufort, née à Paris en 1701 épouse Alexis César de Freslon de la Freslonnière, marquis d'Acigné, veuve, elle se remariera en 1751
- 30 juillet 1726, Barthélémy Anne Marie d'Espinay de Vaucouleurs, marquis d'Espinay, seigneur d'Yvignac, avec Catherine Gouyon de Beaufort née à Plerguer. Elle décédera en couches en 1733, à Rennes.
- 4 août 1751, Françoise Sophie Gouyon de Beaufort, épouse en secondes noces Luc Jean Joseph Gouyon de Beauvais-Touraude, capitaine au régiment des dragons, comte de Beaufort, fils de Joseph Bruno (fils puîné) (1690-1777), écuyer, seigneur de Beaufort et Françoise Grignon[17].

Sépultures
- 1694 : Anne Gouyon de Beaufort née la même année, fille d'Amaury.
- 1711 : Anne Gouyon de Beaufort, décédée à l'âge de 15 ans.
- 18 mars 1712 : Marguerite Gouyon de Beaufort, dame de Blossac, décédée à Dol le 17 et inhumée à Plerguer.
- 2 juin 1745 : Claude Charlotte Gouyon de Touraude née à Plrguer et décédée le 31 mai 1745 à Dol-de-Bretagne
- 6 septembre 1890 : Gustave Marie Gouyon de Beaufort, âgé de 77 ans, décédé au château.
- 7 novembre 1893 : Anne-Marie Françoise de Querhoënt-Kergounadech (1826-1893), femme de Gustave Marie, décédée au château.
- 25 septembre 1945 : Xavier Louis Marie Félix Gouyon de Beaufort, chef d'escadron de cavalerie, âgé de 90 ans[18].

Parmi les chapelains nous noterons :
- François de la Barre (1716), Joseph Le Blond (1723), Marc Labouret (+ 1728), Jean Jouquan (1742), Joseph de Gouyon (1751), Guy Durantière (1752), François Le Marchand (1764), Malo Ruffet (1770).

## Jardins
Les jardins à la française sont créés à la fin du XVIIIe siècle, début du XIXe siècle, à l'est du château. Le parc est arboré de différentes essences.

## Dépendances
- étang de Beaufort
- l'ancienne maison de la gouvernante, le four à chaux et les vestiges du premier château sont à l'est et au sud-est du château actuel.

## Ferme
Les bâtiments de la ferme sont situés au nord-est du corps principal du château

## Terrier, possessions
En 1547, le domaine se composait de la maison et forteresse de Beaufort, avec ses bois, étangs et moulins et 2500 journaux de terre et les métairies nobles de Rohéart, du Mesnil, des Alliez et Landeamy.